# 中部電力
中部電力株式会社（ちゅうぶでんりょく、英: Chubu Electric Power Company,Incorporated）は、愛知県名古屋市東区に本店を置く大手電力会社である。日経平均株価およびJPX日経インデックス400の構成銘柄の一つ。国内の電力販売会社としては、東京電力エナジーパートナー、関西電力に次ぐ3位。
略称は中電（ちゅうでん）であり、一般に中部地方（東海・甲信地方）で「中電」と言えば、中部電力を指す。日本の中国地方の広島県広島市に本店を置く中国電力も、当該地域では通称で「中電」と言われているため、両者の混同を防止するために、株式市場では中部電力は「中部電」、中国電力は「中国電」と呼ばれている。
名古屋財界の有力企業新御三家、かつての五摂家の一社。中部経済連合会会長を度々輩出している。
トヨタ自動車及びJR東海とともに名古屋財界の有力企業新御三家、かつての五摂家の一社。中部経済連合会会長を度々輩出している。

## 沿革
- 1951年（昭和26年）5月1日 - 電気事業再編成令に基づき中部配電と日本発送電の出資によって発電・送電・配電一貫経営の電力会社として設立。
  - 社章制定。一般公募で特選となった図案をもとに名古屋市出身の画家・杉本健吉により「電」の文字を図案化したもので、社章（紺色）として引き続き使用されている[7]。1952年に意匠登録。歴代キャッチフレーズの項目参照。
- 1955年（昭和30年） - 中部電力初の新設石炭火力発電所、三重火力発電所1号機が運転開始。
- 1956年（昭和31年） - 社歌制定。
- 1959年（昭和34年） - 伊勢湾台風により電力設備に多大な被害、復旧に約20日間、長い所では約80日間を要した。
- 1959年（昭和34年） - 石炭火力発電所、新名古屋火力発電所1号機が運転開始（1972年に石油に転換）。
- 1961年（昭和36年） - 日本初の重油専焼火力発電所、三重火力発電所4号機が運転開始（既存設備についても1966年に重油専焼へ転換）。
- 1962年（昭和37年） - 飛騨川流域一貫開発計画、木曽川水系飛騨川流域の大規模水力発電開発に着手。
- 1963年（昭和38年） - 石油火力方式の火力発電所の四日市火力発電所1号機が運転開始（四日市ぜんそくで公害問題となった重油専焼だったが、ナフサ、原油を経てLNGに転換）。本店ビル完成。
- 1964年（昭和39年） - 石油火力発電所、尾鷲三田火力発電所1号機が運転開始。電気料金の銀行口座振替制度導入、深夜温水器用電力料金を導入。
- 1966年（昭和41年） - 石油火力発電所、知多火力発電所1号機（1985年にLNGに転換）、武豊火力発電所1号機が運転開始。
- 1970年（昭和45年） - 石油火力発電所、西名古屋火力発電所1号機が運転開始。
- 1971年（昭和46年） - 石油火力発電所、渥美火力発電所1号機が運転開始。
- 1973年（昭和48年） - 石油火力発電所、新清水火力発電所1号機が運転開始。
- 1976年（昭和51年） - 中部電力初の原子力発電所、浜岡原子力発電所1号機が運転開始。
- 1978年（昭和53年） - 中部電力初のLNG火力発電所、知多火力発電所5号機が運転開始。
- 1983年（昭和58年） - LNG火力発電所、知多第二火力発電所1号機が運転開始。
- 1986年（昭和61年） - 電気文化会館・でんきの科学館開館。
- 1987年（昭和62年） - 飛騨川流域一貫開発計画完了。

- 1988年（昭和63年） 

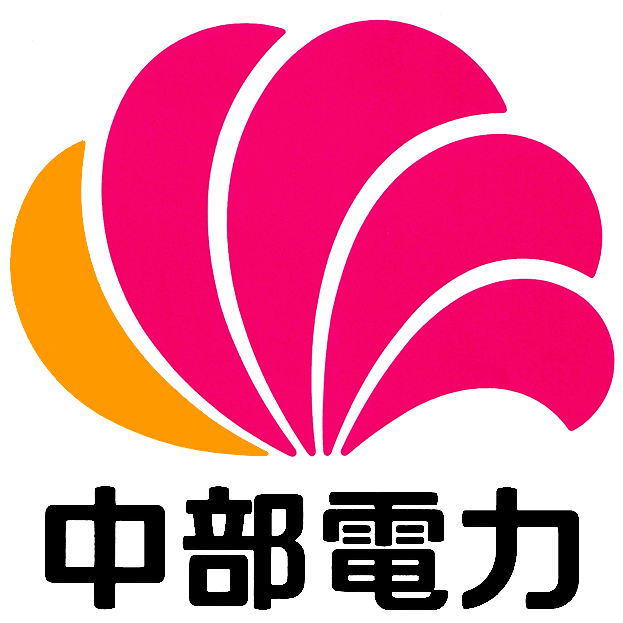
中部電力ロゴ（1988-2007）

  - CIを導入。花弁になぞらえた「CHUBU」の「C」を5つ並べて、同社営業エリア5県の繁栄をイメージした、 シンボルマーク・ロゴが制定された。
  - 中部電力初のコンバインドサイクル発電（CC）方式を採用した四日市火力発電所4号機が運転開始。
- 1989年（平成元年） - LNG火力発電所の川越火力発電所1号機が運転を開始して、同じ三重県内の四日市周辺の三重火力発電所を廃止。
- 1990年（平成2年） - 時間帯別電灯料金制度導入。
- 1991年（平成3年） - 石炭火力発電所、碧南火力発電所1号機が運転開始。
- 1992年（平成4年） - 知多火力発電所および知多第二火力発電所において、ガスタービン発電設備を追加、排気再燃型コンバインドサイクル化工事施工開始。
- 1994年（平成6年） - 中部電力所有の水力発電所では最大の発電量(150万kW)である奥美濃発電所が運転開始。
- 1996年（平成8年） - 中部電力初の1,300℃級コンバインドサイクル発電（ACC）を採用した川越火力発電所3号系列が運転開始。
- 2002年（平成14年） - 碧南火力発電所5号機が運転開始。総出力410万kWとなり、石炭火力としては国内最大の発電量となる。
- 2004年（平成16年） - 新清水火力発電所廃止。

中部電力ロゴ（2007-2020）

- 2007年（平成19年） - 1988年に採用されたシンボルマーク・社名ロゴをマイナーチェンジ（カラーリングと角度を変更）。株式公開買付け（TOB）によりトーエネックを連結子会社にする。
- 2008年（平成20年） - 中部電力初の1,500℃級コンバインドサイクル発電（MACC）を採用した新名古屋火力発電所8号系列が運転開始。
- 2009年（平成21年） - 子会社の東邦石油株式会社を吸収合併。一般顧客向けの営業受付電話番号がフリーコールとなる（番号は各営業所で異なる）。
- 2010年（平成22年） - 御前崎風力発電所が営業運転開始。
- 2011年（平成23年）
  - メガソーラーいいだが営業運転開始。
  - 5月6日 - 同年3月11日に発生した東北地方太平洋沖地震（東日本大震災）による、東京電力・福島第一原子力発電所事故の発生を受けて、菅直人内閣総理大臣（当時）が、浜岡原子力発電所の全原子炉の運転停止を海江田万里経済産業大臣（当時）を通じて要請[8]。これに対し同社は5月9日、「現在運転中の4号機、5号機の停止、ならびに定期点検中の3号機の再稼動を延期する決定をした」旨を発表[9]。その後、同年5月13日の13時56分には4号機、翌5月14日の13時には5号機の原子炉が、それぞれ運転を停止した。
- 2012年（平成24年）
  - 4月1日 - 子会社のシーエナジーが同じく子会社のエル・エヌ・ジー中部を吸収合併[10]。
  - 7月1日 - 中部電力初の多軸型1,300℃級ACCを採用した上越火力発電所1-1号系列が運転開始。
- 2013年（平成25年）
  - 8月 - グループ会社であるシーエナジーを完全子会社化[11]。
  - 9月 - 東邦ガスと共同で建設を進めていた「伊勢湾横断ガスパイプライン」の工事が完了[12]。
  - 10月1日 - 三菱商事からダイヤモンドパワーの株式80％を取得して子会社化[13]。
- 2014年（平成26年）
  - 1月30日 - 大阪ガスと共同で建設を進めていた天然ガスパイプライン「三重・滋賀ライン」が開通[14]。
  - 4月1日 - 三重県より蓮水力発電所、宮川第一水力発電所、宮川第二水力発電所を譲り受け[15]。
  - 7月 - 中部電力で政界工作を長年担当した元役員が、裏金2億5千万円から1999年と再選した2003年の知事選告示前、神田真秋前知事宅を訪問し現金300万円と500万円を本人に直接手渡したと証言したが、神田真秋がこれを一部認めた[16]。
- 2015年（平成27年）
  - 1月15日 - 太陽光発電所メガソーラーしみず営業運転開始[17]。
  - 4月1日 - 三重県より長水力発電所、宮川第三水力発電所（不動谷ダム）、三瀬谷水力発電所（三瀬谷ダム）、大和谷水力発電所、青田水力発電所を譲り受け[18]。
  - 4月30日 - 東京電力と共同で火力発電会社「JERA」を設立[19]。
- 2017年（平成29年）9月29日 - 西名古屋火力発電所7-1号機が運転開始。
- 2018年（平成30年）
  - 3月27日 - 西名古屋火力発電所7-1号機が世界最高効率のコンバインドサイクル発電設備としてギネス世界記録認定（発電効率63.08%を達成）。
  - 3月30日 - 西名古屋火力発電所7-2号機が運転開始。
  - 9月7日 - 日本エスコン（現：エスコン）を資本業務提携により持分法適用関連会社化[20]。
- 2020年（令和2年）
  - 3月24日 - 名城大学と産学連携協定を締結[21]。
  - 3月25日 - 三菱商事と共同でのオランダのエネルギー企業「エネコ」買収を発表[22]。
  - 4月1日 - 同社の送配電事業部門が法的な発送電分離の措置により「中部電力パワーグリッド株式会社」に、電力・ガスの販売事業部門が「中部電力ミライズ株式会社」にそれぞれ分社化された。そのことによりグループ全体の持株会社、および発電事業を行う事業持株会社となり、併せてシンボルマークも変更された[23]。
  - 9月28日 - かねてより資本業務提携していたメディカルデータカードを子会社化[24]。
- 2021年（令和3年）
  - 4月5日 - 日本エスコンが実施する第三者割当増資を引受け子会社化[25]。
  - 6月29日 - 将棋の第7期叡王戦の協賛を発表[26]。
  - カナダの地熱技術開発企業エバー・テクノロジーズに出資[27]。
- 2024年（令和6年）1月 - 株式会社ジェネックス、株式会社ジェネックスパートナーズおよび株式会社日本エネルギーネクストの全株式を取得し子会社化[28]。

### 歴代社長
| 代数 | 氏名       | 在任期間              | 出身校                     |
| ---- | ---------- | --------------------- | -------------------------- |
| 1    | 井上五郎   | 1951年 - 1961年       | 東京帝国大学工学部         |
| 2    | 横山通夫   | 1961年 - 1969年       | 慶應義塾大学               |
| 3    | 加藤乙三郎 | 1969年 - 1977年       | 法政大学経済学部           |
| 4    | 田中精一   | 1977年 - 1985年       | 慶應義塾大学法学部         |
| 5    | 松永亀三郎 | 1985年 - 1991年       | 関西学院高等商業学校       |
| 6    | 安部浩平   | 1991年 - 1995年       | 京都大学                   |
| 7    | 太田宏次   | 1995年6月 - 2001年6月 | 東京大学工学部             |
| 8    | 川口文夫   | 2001年6月 - 2006年6月 | 早稲田大学第一商学部       |
| 9    | 三田敏雄   | 2006年6月 - 2010年6月 | 成蹊大学工学部             |
| 10   | 水野明久   | 2010年6月 - 2015年6月 | 東京大学大学院工学系研究科 |
| 11   | 勝野哲     | 2015年6月 - 2020年3月 | 慶應義塾大学工学部         |
| 12   | 林欣吾     | 2020年4月 - 現職      | 京都大学法学部             |

## 営業地域
愛知県、長野県、岐阜県（一部を除く）、三重県（一部を除く）、静岡県（富士川以西）、東京電力、関西電力エリアなどで電力小売事業や、発電事業を行なっている。

## 発電施設
合計 211箇所、3313万8330kW（2016年度時点）
- 総出力には長期計画停止中、定期点検中の号機を含む。廃止された号機、建設中の号機は含まない。

### 水力発電所
196か所の発電所　出力545万180kW
- 主な水力発電所（5万kW以上の発電所）[30]

| 発電所名         | 水系名 | 方式                 | 総出力    | 所在地               |
| ---------------- | ------ | -------------------- | --------- | -------------------- |
| 畑薙第一発電所   | 大井川 | ダム式（揚水式）     | 8.6万kW   | 静岡県静岡市葵区     |
| 畑薙第二発電所   | 大井川 | ダム水路式           | 8.66万kW  | 静岡県静岡市葵区     |
| 井川発電所       | 大井川 | ダム式               | 6.2万kW   | 静岡県静岡市葵区     |
| 奥泉発電所       | 大井川 | ダム水路式           | 9.2万kW   | 静岡県静岡市葵区     |
| 大井川発電所     | 大井川 | ダム水路式           | 6.82万kW  | 静岡県榛原郡川根本町 |
| 川口発電所       | 大井川 | ダム水路式           | 5.8万kW   | 静岡県榛原郡川根本町 |
| 泰阜発電所       | 天竜川 | ダム水路式           | 5.25万kW  | 長野県下伊那郡泰阜村 |
| 平岡発電所       | 天竜川 | ダム水路式           | 10.1万kW  | 長野県下伊那郡天龍村 |
| 奥矢作第一発電所 | 矢作川 | ダム水路式（揚水式） | 32.3万kW  | 愛知県豊田市         |
| 奥矢作第二発電所 | 矢作川 | ダム水路式（揚水式） | 78万kW    | 愛知県豊田市         |
| 矢作第一発電所   | 矢作川 | ダム式               | 6.12万kW  | 愛知県豊田市         |
| 高根第一発電所   | 木曽川 | ダム式（揚水式）     | 34万kW    | 岐阜県高山市         |
| 馬瀬川第一発電所 | 木曽川 | ダム式（揚水式）     | 28.8万kW  | 岐阜県下呂市         |
| 馬瀬川第二発電所 | 木曽川 | ダム式               | 6.64万kW  | 岐阜県下呂市         |
| 新上麻生発電所   | 木曽川 | ダム水路式           | 6.14万kW  | 岐阜県加茂郡七宗町   |
| 奥美濃発電所     | 木曽川 | ダム式（揚水式）     | 150万kW   | 岐阜県本巣市         |
| 横山発電所       | 木曽川 | ダム式               | 7万kW     | 岐阜県揖斐郡揖斐川町 |
| 徳山発電所       | 揖斐川 | ダム水路式           | 16.19万kW | 岐阜県揖斐郡揖斐川町 |

- 中部電力で最古、最小の水力発電所

| 発電所名   | 水系名 | 方式   | 総出力 | 所在地       |
| ---------- | ------ | ------ | ------ | ------------ |
| 岩津発電所 | 矢作川 | 水路式 | 140kW  | 愛知県岡崎市 |

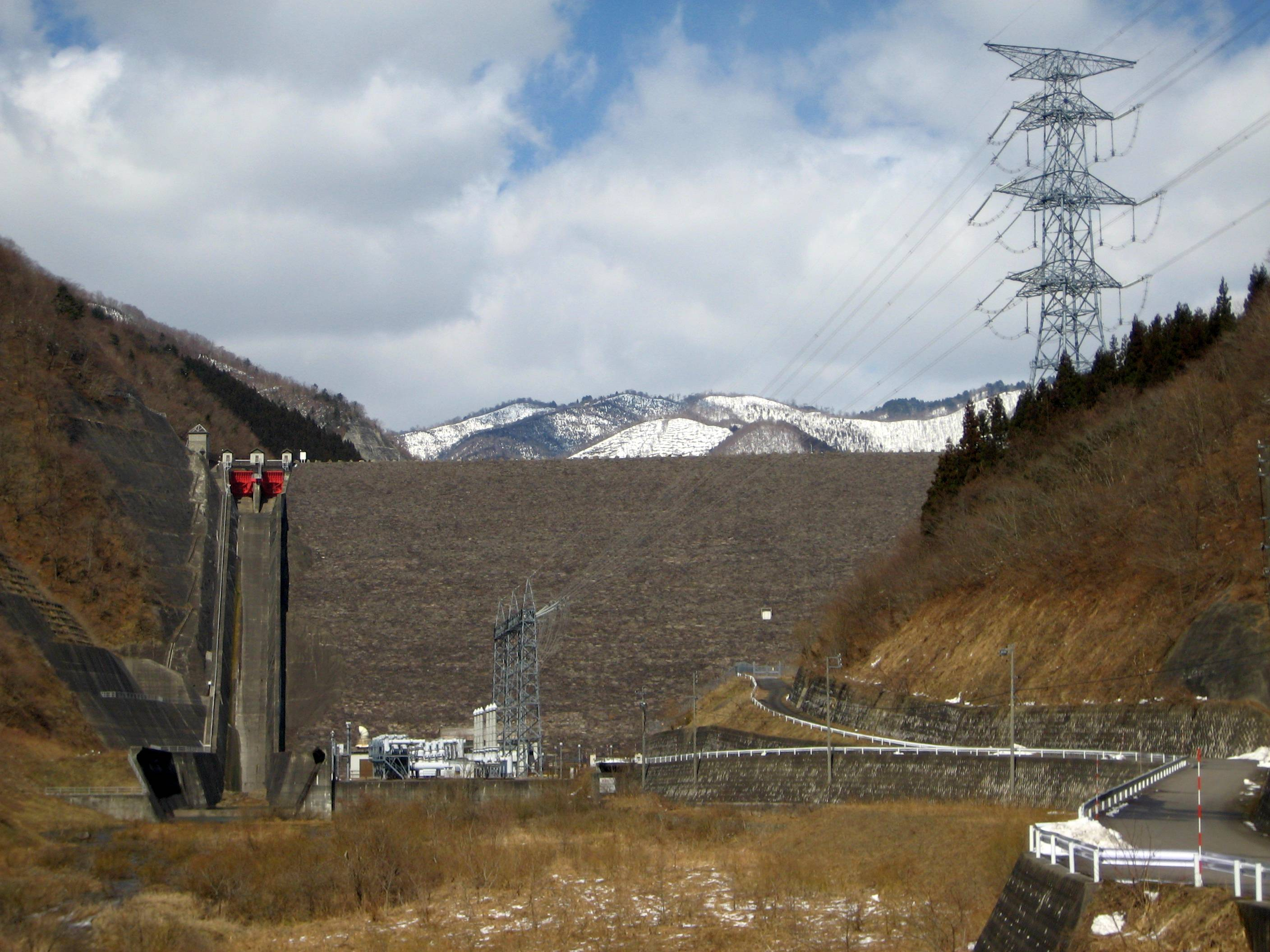
奥美濃発電所
（上大須ダム）

- 他の水力発電所については、電力会社管理ダム#中部電力を、管理する発電用ダム一覧については日本の発電用ダム一覧#中部電力を参照のこと。

### 火力発電所
2019年4月1日付でJERAに継承したため、自社では所有していない。

### 内燃力発電所
1箇所、400kW
| 発電所名   | 使用燃料 | 総出力 | 所在地       | 備考             |
| ---------- | -------- | ------ | ------------ | ---------------- |
| 神島発電所 | 重油     | 400kW  | 三重県鳥羽市 | 内燃力発電方式。 |

### 原子力発電所
1箇所、361万7000kW
| 発電所名         | 原子炉型式                            | 総出力    | 号機              | 出力                      | 運転開始                                 | 所在地         | 備考                                                                                                 |
| ---------------- | ------------------------------------- | --------- | ----------------- | ------------------------- | ---------------------------------------- | -------------- | --- |
| 浜岡原子力発電所 | 沸騰水型軽水炉、 改良型沸騰水型軽水炉 | 361.7万kW | 3号機 4号機 5号機 | 110万kW 113.7万kW 138万kW | 1987年8月28日 1993年9月3日 2005年1月18日 | 静岡県御前崎市 | 1・2号機は2009年1月30日に運転終了。 3～5号機は2011年5月14日以後運転停止中。 6号機（138万kW）計画中。 |

### 新エネルギー
4箇所、3万6750kW
| 発電所名             | 方式       | 総出力   | 運転開始                            | 所在地             | 備考                         |
| -------------------- | ---------- | -------- | ----------------------------------- | ------------------ | ---------------------------- |
| 御前崎風力発電所     | 風力発電   | 2.2万kW  | 3基:2010年2月19日 8基:2011年1月28日 | 静岡県御前崎市     |                              |
| メガソーラーいいだ   | 太陽光発電 | 0.1万kW  | 2011年1月28日                       | 長野県飯田市       |                              |
| メガソーラーしみず   | 太陽光発電 | 0.8万kW  | 2015年1月15日                       | 静岡県静岡市清水区 |                              |
| メガソーラーかわごえ | 太陽光発電 | 0.75万kW | 2017年5月31日                       | 三重県三重郡川越町 | メガソーラーたけとよを移設。 |

#### 関連会社運営
| 発電所名                 | 方式       | 総出力   | 運転開始                                    | 所在地             | 運営会社   |
| ------------------------ | ---------- | -------- | ------------------------------------------- | ------------------ | ---------- |
| ウインドパーク久居榊原   | 風力発電   | 3,000kW  | 1999年2月                                   | 三重県津市         | シーテック |
| ウインドパーク美里       | 風力発電   | 16,000kW | 2006年2月                                   | 三重県津市         | シーテック |
| ウインドパーク笠取       | 風力発電   | 38,000kW | 第1期 2010年2月(10基) 第2期 2010年12月(9基) | 三重県津市、伊賀市 | シーテック |
| ソーラーファームとよはし | 太陽光発電 | 1,000kW  | 2013年3月                                   | 愛知県豊橋市       | シーテック |
| 浜松・浜名湖太陽光発電所 | 太陽光発電 | 1,990kW  | 2013年7月                                   | 静岡県浜松市中央区 | シーテック |
| ソーラーパークひちそう   | 太陽光発電 | 1,000kW  | 2013年10月                                  | 岐阜県七宗町       | シーテック |
| ソーラーパークしまだ     | 太陽光発電 | 1,500kW  | 2014年1月                                   | 静岡県島田市       | シーテック |
| ソーラーパークかいづ     | 太陽光発電 | 1,990kW  | 2014年2月                                   | 岐阜県海津市       | シーテック |
| ソーラーパークすずか     | 太陽光発電 | 1,500kW  | 2014年2月                                   | 三重県鈴鹿市       | シーテック |
| ソーラーパークおとわ     | 太陽光発電 | 1,000kW  | 2014年10月                                  | 愛知県豊川市       | シーテック |
| ソーラーパークしおみ     | 太陽光発電 | 1,250kW  | 2014年10月                                  | 愛知県名古屋市港区 | シーテック |
| ソーラーパーク新舞子     | 太陽光発電 | 9,020kW  | 2015年10月                                  | 愛知県知多市       | シーテック |

### 過去および建設中止された発電施設

#### 火力発電所
| 発電所名           | 使用燃料   | 総出力   | 廃止時期 | 所在地         |
| ------------------ | ---------- | -------- | -------- | -------------- |
| 尾鷲三田火力発電所 | 重油、原油 | 125万kW  | 2018年   | 三重県尾鷲市   |
| 新清水火力発電所   | 重油、軽油 | 15.6万kW | 2004年   | 静岡県清水市   |
| 三重火力発電所     | 重油       | 34.1万kW | 1989年   | 三重県四日市市 |

#### 原子力発電所
| 発電所名         | 原子炉型式 | 総出力 | 廃止時期 | 所在地                       | 備考                                                                 |
| ---------------- | ---------- | ------ | -------- | ---------------------------- | -------------------------------------------------------------------- |
| 芦浜原子力発電所 |            |        | 計画中止 | 三重県度会郡南伊勢町、大紀町 | 2000年計画中止。                                                     |
| 珠洲原子力発電所 |            |        | 計画中止 | 石川県珠洲市                 | 2003年計画凍結。北陸電力および関西電力との共同運営が予定されていた。 |

### 電源調達入札制度について
- 1995年（平成7年）の電気事業制度改革において電源調達入札制度が創設され、卸供給事業者（IPP・独立系発電事業者）4社と供給契約を結んでいる[33]。

4箇所、69万6100kW
| 卸供給事業者                 | 契約電力  | 供給開始  | 所在地             |
| ---------------------------- | --------- | --------- | ------------------ |
| 明海発電（豊橋発電所）       | 13.5万kW  | 2000年4月 | 愛知県豊橋市       |
| 中山共同発電（名古屋発電所） | 13.55万kW | 2000年4月 | 愛知県知多郡武豊町 |
| 出光興産（愛知製油所）       | 22.56万kW | 2004年7月 | 愛知県知多市       |
| コスモ石油（四日市霞発電所） | 20万kW    | 2003年7月 | 三重県四日市市     |

- 事業者名はいずれも契約当時。

## 見学施設
- 名古屋港ワイルドフラワーガーデン ブルーボネット（愛知県名古屋市港区）
- でんきの科学館 （愛知県名古屋市中区）
- 電力史料館[34]（愛知県日進市）
- 浜岡原子力館 （静岡県御前崎市）
  - 新エネルギーホール
- 井川展示館 （静岡県静岡市葵区）

※以下の3施設については2019年4月1日に火力発電所と共にJERAが承継している。
- 川越電力館テラ46 （三重県三重郡川越町）
- へきなんたんトピア （愛知県碧南市）
- 知多電力館[35] （愛知県知多市）

## 関係会社

### エネルギー事業
- 中部電力パワーグリッド株式会社
- 中部電力ミライズ株式会社
- 知多エル・エヌ・ジー株式会社
- 株式会社シーエナジー
- 浜松熱供給株式会社
- 名古屋熱供給株式会社
- 中部国際空港エネルギー供給株式会社
- 北陸エルネス株式会社
- 株式会社CDエナジーダイレクト（大阪ガスとの合弁）
- 株式会社JERA（東京電力フュエル&パワーとの合弁）

### 情報通信業
- 株式会社中電シーティーアイ
- 中部テレコミュニケーション株式会社（現・KDDIグループ。資本は残っている）
- 中部ケーブルネットワーク株式会社
- スターキャット・ケーブルネットワーク株式会社（旧・ヘラルドコーポレーショングループ）

### 建設業
- 株式会社中部プラントサービス
- 株式会社シーテック
- 株式会社トーエネック

### 製造業
- 中部精機株式会社
- 愛知電機株式会社
- 東海コンクリート工業株式会社
- 愛知金属工業株式会社

### 運輸業
- 中電輸送サービス株式会社
- 新日本ヘリコプター株式会社（東京電力パワーグリッドとの合弁）

### 不動産業
- 中電不動産株式会社
- 株式会社エスコン

### サービス業等
- 中電興業株式会社
- 中電配電サポート株式会社
- 株式会社中電オートリース
- 中電防災株式会社
- 中部冷熱株式会社
- 株式会社テクノ中部
- 中部住宅保証株式会社
- 中電ウイング株式会社
- （一財）中部電気保安協会
- Chubu Electric Power Company International B.V. (CEPC0I)
- 中電ビジネスサポート株式会社
- 東邦産業株式会社
- 知多桟橋管理株式会社
- 愛知衣浦バイオ株式会社
- （同）充電網整備推進機構
- ｅ-暮らし株式会社（サンヨーホームズとの合弁会社）
- ミライズエネチェンジ株式会社

### 子会社からの出資会社
- 霞桟橋管理株式会社
- 株式会社リブネット
- 中部液酸株式会社
- 知多炭酸株式会社
- 日本マレニット株式会社
- ネットワークサポートサービス株式会社
- 株式会社御前崎ケーブルテレビ
- 株式会社武豊ニューテレビ
- 株式会社エスエナジーサービス
- Chubu Electric Power (Thailand) Co., Ltd.
- ENECHANGE EVラボ株式会社

## 歴代キャッチフレーズ

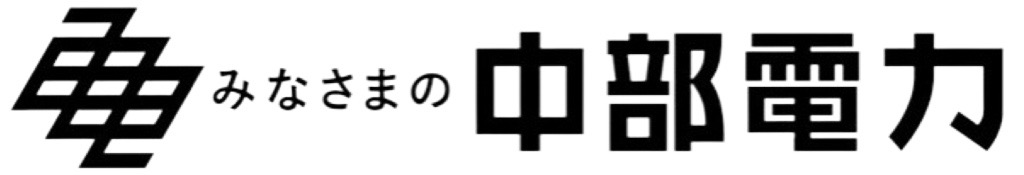
初代社章とキャッチフレーズ
社章は中部地方を図案化したもので「亀マーク」と呼ばれた

- みなさまの中部電力（創立時?-1987年）
- 未来へ スイッチオン（1987年-1996年）
- TRY NEXT（1996年-2003年）
- Along the New Way（2003年-2007年）
- ON!（2009年-2010年）
- 時代の先へ。ひとりのそばへ。 (2011年-2020年)
- むすぶ。ひらく。 (2020年-)

## 広告活動

### CM出演者
- 田村優（2020年1月31日 - ）[36]
- 小栗旬
- 武井咲

#### 過去
- かとうかずこ
- 宮崎萬純
- 緒形直人
- 裕木奈江
- 西崎幸広
- 高橋リナ（CMソングも歌う）
- 唐沢寿明
- 小堺一機
- 藤谷美紀
- 平野孝
- 久藤清一
- 久本雅美
- 蛭子能収
- 髙田万由子
- アニメ「ぼのぼの」
- 大地康雄
- 加山雄三
- 飯島直子
- 小林稔侍
- 酒井法子
- 落合博満
- 小雪
- 小西博之
- 岡田奈々
- 江口ともみ
- 大槻義彦
- 北村晴男
- 勝間和代
- 薬丸裕英
- 上川隆也
- 宮崎あおい
- 吉田くん
- 香川照之
- 鈴木ちなみ
- 馬場徹
- 板橋駿谷
- 大河原恵
- 真矢ミキ
- 友近
- 佐野岳
- 柳美稀

歌のみ
- 村田恵里&センチメンタル・シティ・ロマンス
- 大江千里
- 東京Qチャンネル
- マニ★ラバ
- 金築卓也

### 提供番組
- 他の電力会社と同じく、エリア内の有力スポンサーである。
- かつてラジオで天気予報を提供した際には、その時々の社歌がBGMとして流れるケースが多かった。CIまではピアノバージョンだった。天気予報の中には「海のお天気」（東海ラジオ）もあった。
- 同一県内に複数社がエリア展開している静岡県や、東京電力の発電所及び電力体験館（PR館）がある長野県では他社（東京電力）との共同提供や共同制作CMの放送なども行っている。ちなみに、静岡県での共同制作CMは「夏場の節電啓蒙キャンペーン」など共通テーマで放送できるものに限られており、頻度は元々少なかったが最近は共通テーマであってももっぱら東京電力と中部電力双方の独自CMの放送がされることが多い。また、木曽川水系に水力発電所を保有している関係から、東海三県のみ夏季には関西電力と共同でダム放流注意を促すラジオCMが流されていた。現在では関西電力独自のCMが流されている。加えて2010年からは、民放のBSデジタル放送において、同社が提供している番組が放送されており、全国での視聴が可能となっている。
- 2011年3月11日に発生した東北地方太平洋沖地震（東日本大震災）に伴う影響から下記の番組での中部電力の番組提供を見合わせたため（番組によっては休止しているものがある）、CMが全てACジャパンのものに差し替えられた。その後、同年5月の浜岡原子力発電所の停止[注釈 5] の影響に伴い、同年の夏場と、同年末から2012年春までは、同社からの節電のお願いを伝える社告形式のCMが放送されていた。
- 他に「時代の先へ。ひとりのそばへ。」のコーポレートスローガンを伝える、企業イメージCMなども放映されている。また、2013年度からは『安心チェック　でんきとくらし』というタイトルで電気の安全使用などを呼び掛けるCMを放送している。

#### 2024年4月時点での提供番組
- でんじろう先生のはぴエネ!（中京テレビ、一社提供）
- ワッツくん（テレビ静岡）
- 天気予報（東海テレビ、一社提供）
- ぎふサテ!（岐阜放送）
- the NEXT ステキなあしたへ（静岡第一テレビ、一社提供）
- NBSみんなの信州（長野放送）
- デイリーECOランキング（企画ネット番組）
  - 多田しげおの気分爽快!!朝からP・O・N（CBCラジオ）
  - IPPO（静岡放送）
  - 坂ちゃんのずくだせえぶりでい（信越放送）
- 下川みくにのがんばれエコリーマン！（東海ラジオ、一社提供）

#### 過去
- CBC日曜ニュースワイド（CBCテレビ　一社提供）
- ちきゅう屋駄菓子店（CBCテレビ、一社提供）
- a life（東海テレビ、一社提供）
- 下川みくにのぐるっと東海エコめぐり（東海ラジオ、一社提供）
- 中部電力 ヒネモス PRECIOUS STYLE A TO Z（ZIP-FM、一社提供）
  - ハッピー!エコCUTE（三重テレビ）
- 三重テレビワイドニュース（三重テレビ。元々は「三重テレビニュース（18時台枠）」の後に放送されていた天気予報の1社協賛枠だったのを統合され、複数協賛の1社となる）
- トコトンハテナ（テレビ愛知ローカルスポンサー）
- CONTACT CAFE C（メ～テレ、一社提供）
- Dramatic Game 1844（BS日テレ放送分、2011年はクレジット無しで提供後、この年限りで降板）

## 不祥事

### 天下り問題
福島第一原子力発電所事故以降、経済産業省と電力会社の天下り問題が監督官庁である経産省の原子力発電所の安全基準のチェックを甘くさせる構造として批判が集まった。

### 中国古美術品不適切購入問題
1999年度から2002年度にかけて、中部電力が中国から古美術品（主に陶磁器）2百数十点（総額約5億8千万円）を購入したとされるが、これは太田宏次会長（当時。2001年6月までは社長）が常務会等へ諮っておらず、主として個人で関与したもので、会社の事業と無関係で不明朗な取引であった。古美術品を鑑定した結果、実際の価値は購入額の2,3割程度だったため、損害額（鑑定評価額との差額分）が約4億5,700万円に上った。この問題を受けて太田は2004年7月27日に会長職を辞任。中部電力は2005年4月28日、損害額を太田に賠償するよう求める訴訟を起こした。2007年12月27日に双方の間で和解が成立し、古美術品は2010年3月26日に中国･深圳博物館へ寄贈された。

### 知事候補者らへの裏金
2004年までの約20年間にわたり、東海4県の知事候補者らに対し、政界対策のため同社から裏金が多数渡されていたことが、2014年までに判明した。

### カルテル
- 2022年12月1日、企業向け電力販売を巡る大手電力のカルテル問題で、公正取引委員会から独占禁止法に基づき275億円の課徴金納付を命じる処分案の通知を受け取ったと発表し[40]、2023年3月30日、公正取引委員会から約275億円の課徴金納付命令を受けた[41]。中部電力はこの措置を不服とし、処分取り消しを求め提訴する方針[42]。同年7月14日、子会社の中部電力ミライズなど5社が経済産業省から電気事業法に基づく業務改善命令を受けた[43]。
- 2024年3月4日、大口顧客向けのガス契約で受注調整したとして中部電力ミライズと共に公正取引委員会から両社に計2678万円の課徴金納付を命じられた[44]。5日、経済産業省は2社と東邦ガスに対し補助金の交付や同省が公募する事業での指名を半年間停止した[45]。

## 備考
- スポーツでは、ボート競技に力を入れており、国民体育大会に数名出場するほか、オリンピックに出場した社員もいる。また、中部電力ラグビー部は、2015年現在地域リーグ「トップウェスト」に所属している。2008年（平成20年）からは名古屋グランパスのユニフォームスポンサーになっている。2008年（平成20年）にはナゴヤドームに看板広告を拠出していたが、わずか1年で撤退した。しかし、2010年（平成22年）からまた復活した。カーリング部は、2011年～2014年に日本選手権を4連覇し、2017年、2019年にも優勝している。
- マスコットキャラクターは、家庭向けWEB会員サービス「カテエネ」内にいる「カテエネコ」。他に一部の展示館それぞれにマスコットが存在したり、小学生向けパンフレット「エルゴン」内に独自のキャラクター「たまゴン」が存在する。過去に、マスコットキャラクターとして「おはよう君」「ゆらら」「怪獣君（ヒーラン）」などがいた。
- 2021年6月29日、将棋の叡王戦を協賛することが発表された[26]。